# Passe livre e meio-passe
Passe livre e meio-passe são termos referentes aos descontos relacionados ao transporte, e referem-se em geral a propostas de movimentos existentes de forma a baratear o sistema para grupos carentes da sociedade, ou mesmo para toda a sociedade.
Passe livre se refere à uma gratuidade na tarifa do transporte coletivo, enquanto meio-passe aborda o corte de metade da tarifa para uma parcela da sociedade, como idosos, pessoas com deficiência e estudantes.

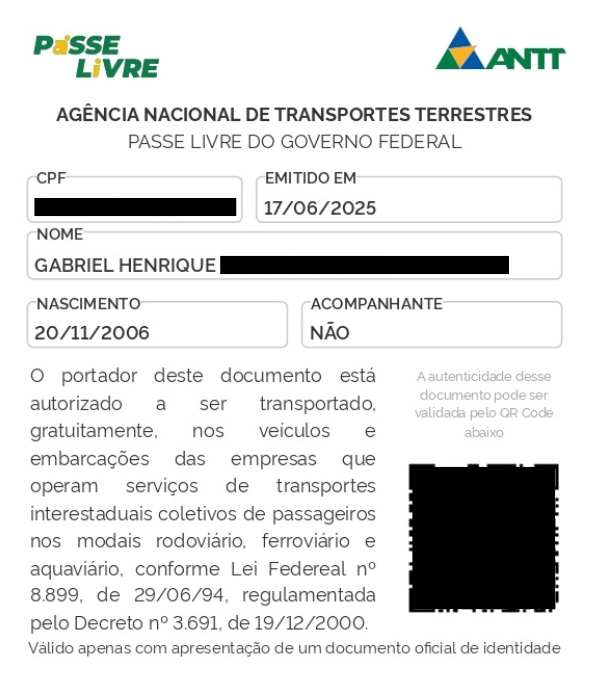
Credencial do Passe Livre Federal, da Agência Nacional de Transportes Terrestres.

## No Brasil
Na maioria dos casos, é concedido a idosos, pessoas com deficiência, policiais militares, oficiais de justiça, trabalhadores dos correios e outras classes de funcionários públicos. Em cidades como Cuiabá e Rio de Janeiro, o passe livre também vigora para os estudantes durante o ano letivo.
Em todo Brasil surgem manifestações por um novo sistema de transporte coletivo e pela adoção do passe livre para estudantes. O Movimento Passe Livre organiza a maioria das manifestações pelo Brasil nesse aspecto, apesar de outros grupos estarem ligados a UNE, a Ubes e aos setores juvenis dos partidos de esquerda no Brasil.

## Histórico do movimento

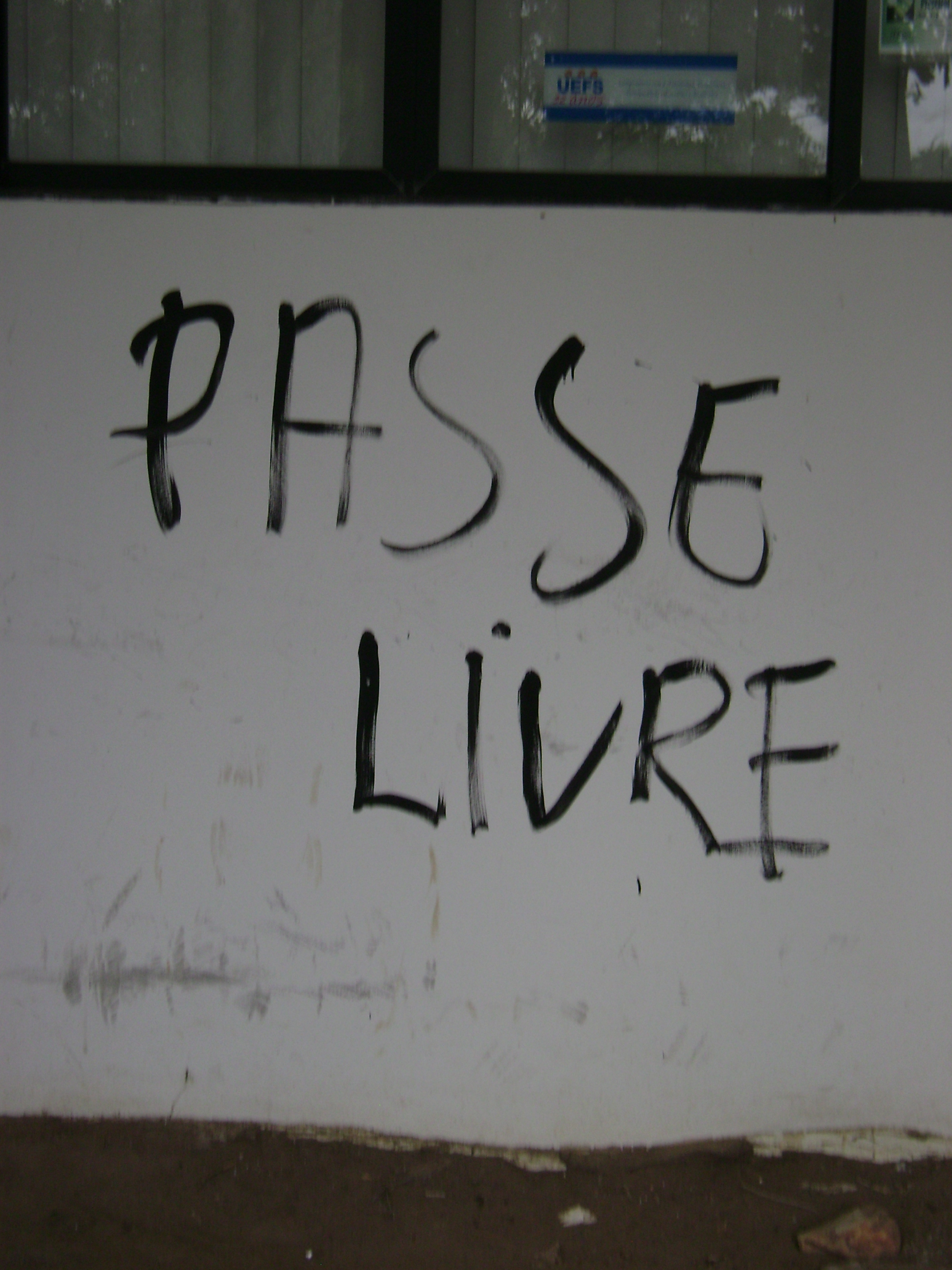
Pichação passe livre em parede da UEFS, em Feira de Santana.

Uma das primeiras cidades a adotar o meio-passe foi Salvador, em 1990.
Em 2 de abril de 2008 houve uma passeata em Curitiba organizada principalmente por alunos do Colégio Estadual do Paraná, que teve início na Praça Santos Andrade. Em maio houve outra manifestação.
Em fevereiro de 2011, estudantes ocuparam ruas do Centro de Belo Horizonte para pressionar a prefeitura para sanção do meio-passe estudantil.
Em janeiro de 2012 100 estudantes se concentraram em frente ao Palácio Anchieta, no centro de Vitória, Espírito Santo. Ao mesmo tempo, no Piauí, ao menos 17 manifestantes foram detidos para prestar depoimentos.

## Argumentos favoráveis
Os defensores do passe livre estudantil se apóiam em diversos fatores, como por exemplo, a lei 3.394/1996, alterada pela lei 10.709, de 31 de julho de 2003, onde diz:
"(...)
Art. 10. Os Estados incumbir-se-ão de:
(...)VII - assumir o transporte escolar dos alunos da rede estadual. (Incluído pela Lei nº 10.709, de 31.7.2003)
Art. 11. Os Municípios incumbir-se-ão de:
(...)VI - assumir o transporte escolar dos alunos da rede municipal. (Incluído pela Lei nº 10.709, de 31.7.2003)"
O Movimento Passe Livre, em específico, defende a municipalização do sistema de transporte coletivo urbano, bem como o Passe Livre para toda a população. Em certas cidades a luta está recém adquirindo forças e é voltada para o Passe Livre estudantil. Goiás é o primeiro estado brasileiro a aderir ao programa (PASSE LIVRE ESTUDANTIL), seguido pelo estado do Rio Grande do Sul, que já tem uma verba de dois milhões e meio vinda dos cofres públicos, para atender a demanda da região metropolitana de Porto Alegre e cidades do Litoral Norte e das regiões de Pelotas/Rio Grande e Caxias/Bento Gonçalves.

## Argumentos contrários
O setor empresarial de transporte alega que o passe livre vai inviabilizar economicamente as empresas.